# Taylor Ibera
Taylor Ibera (7 de julio de 1991) es una deportista estadounidense que compitió en judo. Ganó dos medallas en el Campeonato Panamericano de Judo en los años 2008 y 2009.

## Palmarés internacional
| Campeonato Panamericano | Campeonato Panamericano  | Campeonato Panamericano | Campeonato Panamericano |
| Año                     | Lugar                    | Medalla                 | Categoría               |
| ----------------------- | ------------------------ | ----------------------- | ----------------------- |
| 2008                    | Miami (Estados Unidos)   | Medalla de oro          | –44 kg                  |
| 2009                    | Buenos Aires (Argentina) | Medalla de bronce       | –44 kg                  |